# Aung Moe Thin
Aung Moe Thin (တင်အောင်မိုး; 12 giugno 1949) è un ex calciatore birmano, di ruolo centrocampista o attaccante.

## Carriera

### Club
Ha giocato al Construction Corp.

### Nazionale
Nel 1968 partecipa alla Coppa d'Asia.
Nel 1972 viene convocato dalla nazionale olimpica.